# Repelsteeltje (sprookje)

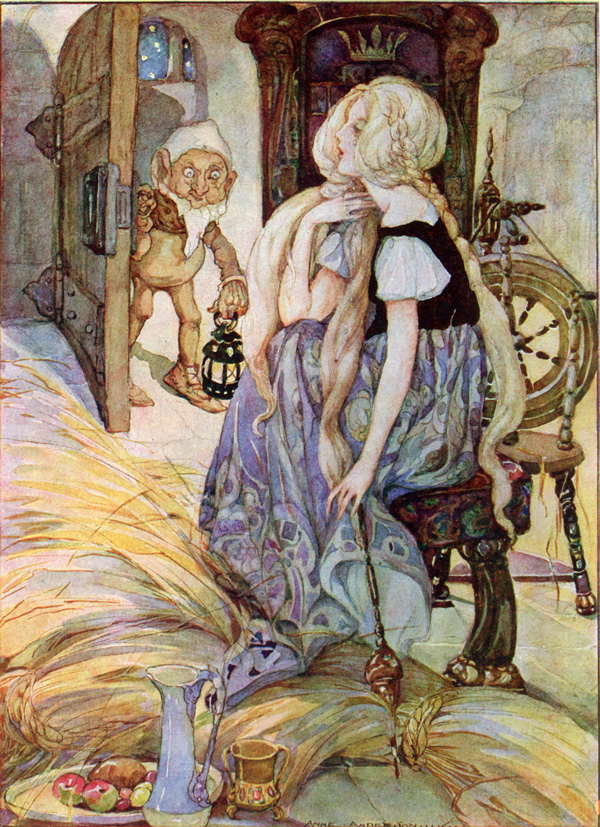
The Miller's Daughter door Anne Anderson (1874-1952)

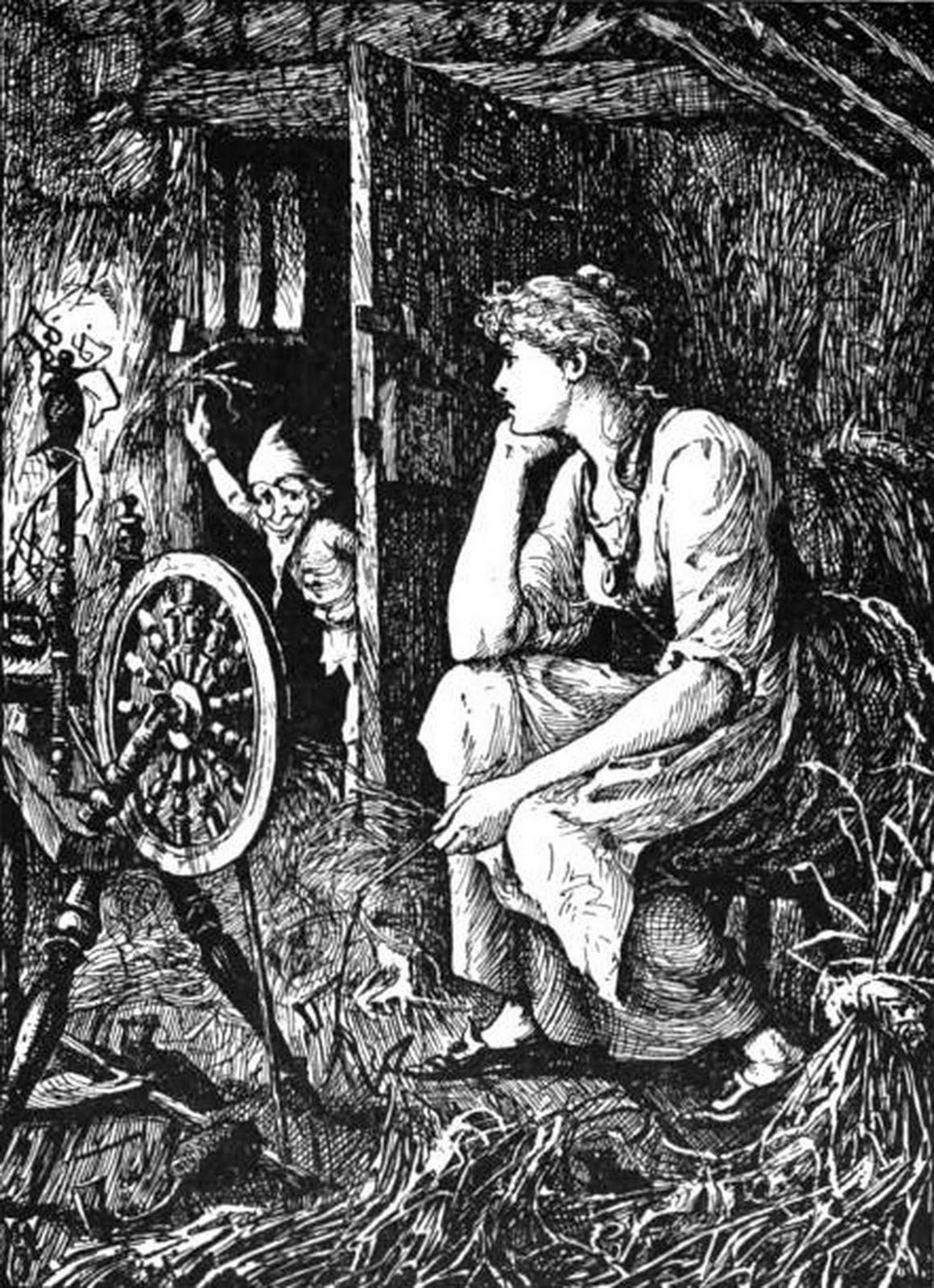
Repelsteeltje

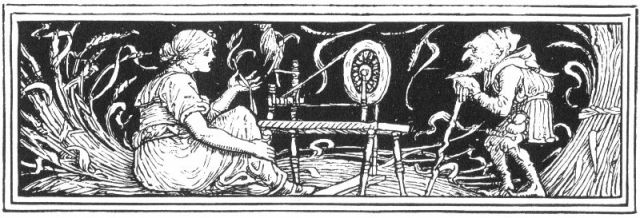
Repelsteeltje, 1886

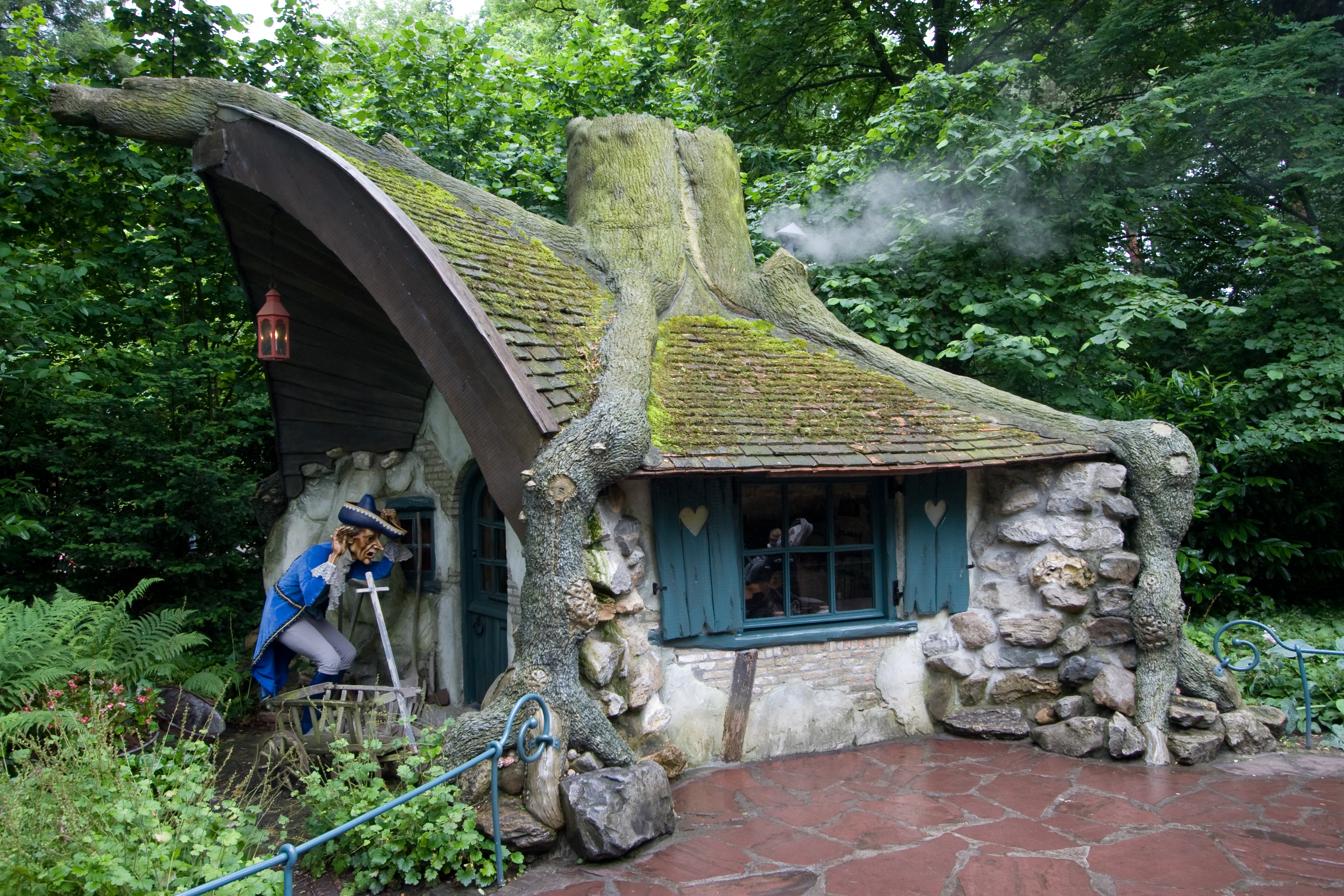
Repelsteeltje in het Sprookjesbos in de Efteling

Repelsteeltje is een klassiek sprookje, dat onder meer is opgetekend door de gebroeders Grimm in hun Kinder- und Hausmärchen als KHM55. De vroegste versie is te vinden in La Tour ténébreuse et les Jours lumineux, Contes Anglais uit 1705 van Mademoiselle L'Héritier, een verzameling Franse feeënsprookjes.

## Samenvatting

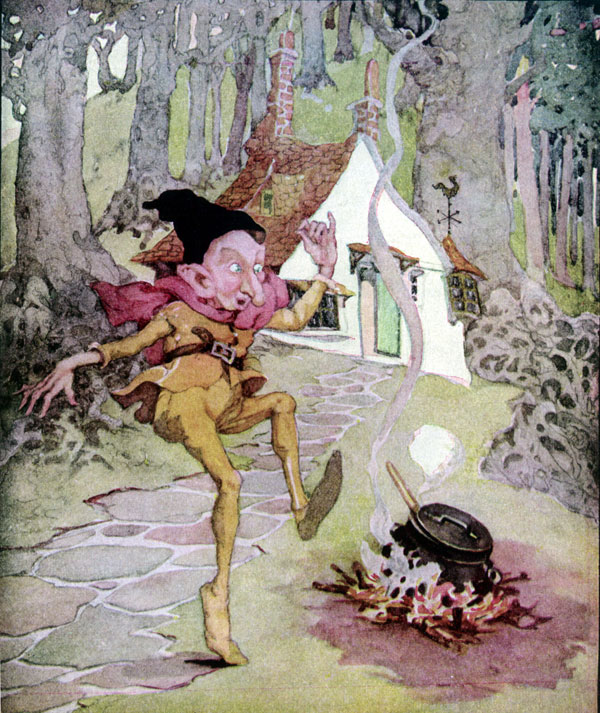

Een molenaar heeft een dochter op wie hij zo trots is dat hij over haar beweert dat ze alles kan, zelfs goud spinnen uit stro. Als de koning dit hoort, eist hij dat ze dit speciaal voor hem doet. Ze wordt opgesloten in een kamer met stro en krijgt één nacht de tijd. Faalt ze, dan zal ze worden gedood.
Die nacht komt er een mannetje langs dat haar belooft te helpen in ruil voor haar halsketting. Het mannetje zal dan voor haar het goud uit stro spinnen. Als de koning de volgende morgen het goud ziet, wil hij echter meer, en het mannetje komt nog een keer terug. Ditmaal vraagt hij de ring van het meisje. De derde keer vraagt hij als wederdienst haar eerstgeboren kind. In haar wanhoop belooft ze dat. De koning is zo blij met al het goud dat hij besluit met haar te trouwen.
Na een jaar wordt er een kind geboren en komt het mannetje zijn "loon" opeisen. De koningin biedt hem al haar rijkdom aan, als ze haar kind maar mag houden. Ze is erg verdrietig, waarop het mannetje zegt dat hij afziet van zijn eis als zij kan raden hoe hij heet. De koningin laat hierop alle namen verzamelen die ze maar kan vinden, van gebruikelijke tot ongebruikelijke, maar geen van deze namen blijkt die van het mannetje te zijn. Diens naam wordt alsnog bekend als iemand op een nacht het mannetje in het bos bij een vuur ziet dansen, terwijl hij al zingend zijn naam verklapt: "Niemand weet, niemand weet, dat ik Repelsteeltje heet."
De voorbijganger vertelt wat hij heeft gehoord aan de koningin. Als de koningin de volgende dag weer raadt en nu de juiste naam van het mannetje noemt, stampt Repelsteeltje woedend op de grond en zakt met een been door de grond. Hij probeert zich aan zijn andere been los te trekken, waardoor hij zichzelf in tweeën scheurt.

## Varianten
Er bestaan erg veel varianten en in elk daarvan heeft de dwerg een andere naam. Soms rijdt de dwerg op een pollepel rond het vuur en wordt afgeluisterd door het dienstmeisje, in een andere variant hoort de koning zelf de naam als hij terugkeert van de jacht. Ook zijn er varianten waarin de molenaarsdochter niet een maar drie nachten achtereen stro tot goud moet spinnen. De eerste twee keer betaalt ze Repelsteeltje met de weinige kostbaarheden die ze bezit. Er zijn ook varianten waarin het mannetje verbrandt als de molenaarsdochter de juiste naam ervan noemt.

## Achtergronden bij het sprookje
- Een zeer bekende catchphrase uit het sprookje is die waarin Repelsteeltje zijn naam verraadt: Heden bak ik, morgen brouw ik, overmorgen haal ik het koningskind. Niemand weet, niemand weet, dat ik Repelsteeltje heet.
- Het sprookje is opgebouwd uit verschillende verhalen uit Kassel en uit Hessen.
- De namen van het kleine volkje zijn zo verschillend van mensennamen, dat de dwerg erg zeker van zichzelf is.
- Het motief van het sprookje is met name dat een demonisch wezen zijn naam verraadt, waarna deze zijn kracht verliest. Dit motief stamt uit het oude volksgeloof dat de naam van een persoon op magische wijze met hem of haar is verbonden. Wie echter de naam uitspreekt krijgt daarmee ook de macht over hem of haar. Zodoende kenden vele volken geheime namen voor goden en demonen.[2] Sommigen leggen daarbij een verband met de naam van JHWH.[3] Dit verklaart dus namen als Moenen-met-het-ene-oog of Zwartjan voor de duivel. Zie ook Loki die zijn naam aan Thjazi moest vertellen en Iðunn moest ontvoeren.
- Bekendere en ruimer verspreide namen zijn Rumpelstilzchen (Duitsland, ontleend van 'Rumpele stilt'), Tom Tit Tot (Engeland) en Ricolin Ridon (Frankrijk). In Friesland is Repelsteeltje een dwerg en heette hij naast Repelsteeltje ook Lytse (= kleine) Pino, Oegemantsje en Heideskyn. In Vlaanderen is de duivel de demon, met de naam Mispelsteertje, Kwispelsteertje, Kwispeltor-Kwispeltuit, Fijfelaar, Haantje-Taantje, Negelanderken, Negen-potten-kolen en Kwispeltenneke. In Sleeswijk-Holstein is de demon bekend als Finn, Ekke Nekkepenn, Tepentiren, Knirrficker, Gebhard en Rabünzel.
- Het slot van het sprookje is bekend uit een in Duitsland en Scandinavië bekende sage.
- De plant rapunzelklokje wordt ook wel repelsteeltje genoemd, zie ook het sprookje Raponsje of Rapunzel.
- Het sprookje heeft veel overeenkomsten met De drie spinsters (KHM14), maar verschilt ook op vele punten.
- Een opgegeven raadsel was vroeger meer dan amusement, denk ook bijvoorbeeld aan het Bijbelverhaal over Simson en de Odinsvraag. Het raadsel speelt een grote rol in Vafþrúðnismál (het lied van Vafthrudnir uit de Edda). Het speelt ook in andere sprookjes een rol, zoals in Het raadsel (KHM22), De verstandige boerendochter (KHM94), Dokter Alwetend (KHM98), De volleerde jager (KHM111), Het snuggere snijdertje (KHM114), De duivel en zijn grootmoeder (KHM125), De zes dienaren (KHM134), Het herdersjongetje (KHM152) en Raadselsprookje (KHM160). Zie ook Het raadsel, een volksverhaal uit Suriname.
- Het kleine, grijze of oude mannetje treedt vaak op als helper van de mens, maar kan ook boosaardig zijn. Denk ook aan een kabouter, dwerg, gnoom, trol of onderaardse geest. Zie hiervoor ook De drie mannetjes in het bos (KHM13), Het zingende botje (KHM28), De kabouters (KHM39), De bijenkoningin (KHM62), De gouden gans (KHM64), Het aardmanneke (KHM91), Het water des levens (KHM97), De geest in de fles (KHM99), De jood in de doornstruik (KHM110), Vogel Grijp (KHM165), Sterke Hans (KHM166) en De geschenken van het kleine volkje (KHM182).
- Het echtpaar Herskovits noemt een Bakru (een geest of kabouter) in Suriname Folk-lore Repelsteeltje. Het verhaal heeft grote overeenkomsten met het sprookje. Bakru, die zijn naam laat raden, heet in het Surinaams Akantiudu (Houten Kant). Zie ook het volksverhaal De helpende hand van Bakroe.